# Milano-Modena 1919
La Milano-Modena 1919, decima edizione della corsa, si svolse il 5 ottobre 1919 su un percorso di 276 km. La vittoria fu appannaggio dell'italiano Costante Girardengo, che completò il percorso in 10h30'47", alla media di 26,253 km/h, precedendo il connazionale Ugo Agostoni e lo svizzero Heiri Suter.
Sul traguardo di Modena 19 ciclisti, su 24 partiti da Milano, portarono a termine la competizione.

## Ordine d'arrivo (Top 10)
| Pos. | Corridore                 | Squadra                   | Tempo                     |
| ---- | ------------------------- | ------------------------- | ------------------------- |
| 1    | Costante Girardengo       | Stucchi                   | 10h30'47"                 |
| 2    | Ugo Agostoni              | Bianchi-Pirelli           | s.t.                      |
| 3    | Heiri Suter               | -                         | s.t.                      |
| 4    | Alfredo Sivocci           | Legnano                   | s.t.                      |
| 5    | Leopoldo Torricelli       | Dei                       | s.t.                      |
| 6    | Angelo Gremo              | Stucchi                   | s.t.                      |
| 7    | 5 ciclisti a s.t. ex æquo | 5 ciclisti a s.t. ex æquo | 5 ciclisti a s.t. ex æquo |